# Molophilus distifurcus
Molophilus distifurcus är en tvåvingeart som beskrevs av Alexander 1952. Molophilus distifurcus ingår i släktet Molophilus och familjen småharkrankar. Inga underarter finns listade i Catalogue of Life.